# Julius Schiller
Pour les articles homonymes, voir Schiller.
Julius Schiller (né vers 1580 à Augsbourg et mort en 1627 dans la même ville) est un avocat et astronome allemand du début du XVIIe siècle qui, comme son concitoyen et collègue Johann Bayer publia un catalogue d'étoiles en cartographie céleste.

## Biographie
Julius Schiller, fervent partisan de la Contre-Réforme, publie le catalogue d'étoiles Coelum Stellatum Christianum qui remplaça quelques années les constellations dites grecques par des personnages bibliques. Schiller remplaça les constellations du Zodiaque par les douze apôtres, les constellations boréales par des personnages du Nouveau Testament et les constellations australes par des personnages de l'Ancien Testament.
Les planètes, le Soleil et la Lune étaient également remplacés par des personnages bibliques. C'est l'artiste Lucas Kilian qui grava les plaques.
Ce catalogue d'étoiles chrétien fut vraisemblablement une commande du clergé par l'entremise du pape Urbain VIII (seul à décider des "choses célestes") mais ce catalogue n'a pas eu un grand impact astronomique équivalent à l'Uranometria le catalogue de Johann Bayer, bien que la référence religieuse aux anges encore actuelle daterait sans doute du catalogue Coelum Stellatum Christianum de Schiller.
C'est l'avènement des cartes maritimes et des nouvelles explorations qui rangea le catalogue de Julius Schiller dans la bibliothèque des curiosités, en effet, les marins avaient besoin de se repérer et les constellations bibliques de Schiller ne les auraient pas aidés c'est ainsi que revinrent dans le ciel étoilés les constellations antiques grâce aux nombreuses rééditions du catalogue de J. Bayer rajouta de nouvelles constellations rapportées par des marins explorateurs.

## Publications
- (en) Schiller's 1627 Coelum Stellatum Christianum & Coelum Stellatum Christianum Concavum ("Christian Starry Heavens") - full digital facsimile, Linda Hall Library